# Lưu Thu Giang
Lưu Thu Giang (sinh năm 1972) là nữ thẩm phán cao cấp người Việt Nam. Bà hiện giữ chức vụ Chánh án Tòa án nhân dân tỉnh Cao Bằng. Bà là đảng viên Đảng Cộng sản Việt Nam.

## Tiểu sử
Lưu Thu Giang sinh năm 1972, quê quán tại xã Bình Long, huyện Hòa An, tỉnh Cao Bằng.
Bà có bằng Thạc sỹ Luật học.
Ngày 1 tháng 2 năm 2016, bà được Chánh án Tòa án nhân dân tối cao Việt Nam Trương Hòa Bình bổ nhiệm giữ chức vụ Chánh án Tòa án nhân dân tỉnh Cao Bằng nhiệm kì 5 năm. Lúc này bà đang là Phó Chánh án Tòa án nhân dân tỉnh Cao Bằng.
Hiện nay (2019), bà đang là Thẩm phán cao cấp, Bí thư Ban Cán sự Đảng Cộng sản Việt Nam Tòa án nhân dân tỉnh Cao Bằng, Chánh án Tòa án nhân dân tỉnh Cao Bằng.